# Kumštové sedlo
Kumštové sedlo (1549 m) – przełęcz w środkowej części Niżnych Tatr na Słowacji. Znajduje się w tzw. Ďumbierskich Tatrach.
Kumštové sedlo znajduje się w głównym grzbiecie Niżnych Tatr, między Rovienkami (1602 m) na południowym wschodzie a Králičką (1807 m) na zachodzie. W rejonie przełęczy grzbiet ten łukowato skręca. Północno-wschodnie stoki przełęczy opadają do Starobocianskiej doliny, południowe do Kumštovej doliny.
Rejon przełęczy to niewielka trawiasta polanka wśród kosodrzewiny. Znajduje się tutaj skrzyżowanie szlaków turystycznych. Głównym grzbietem biegnie czerwono znakowany szlak Cesta hrdinov SNP, do dolin po obydwu stronach przełęczy odchodzi szlak zielony. Dzięki temu, że szlak czerwony biegnie grzbietem, który w wielu miejscach jest trawiasty, a jeśli nawet porośnięty kosodrzewiną, to jest ona niska, rozciąga się z niego szeroka panorama widokowa.

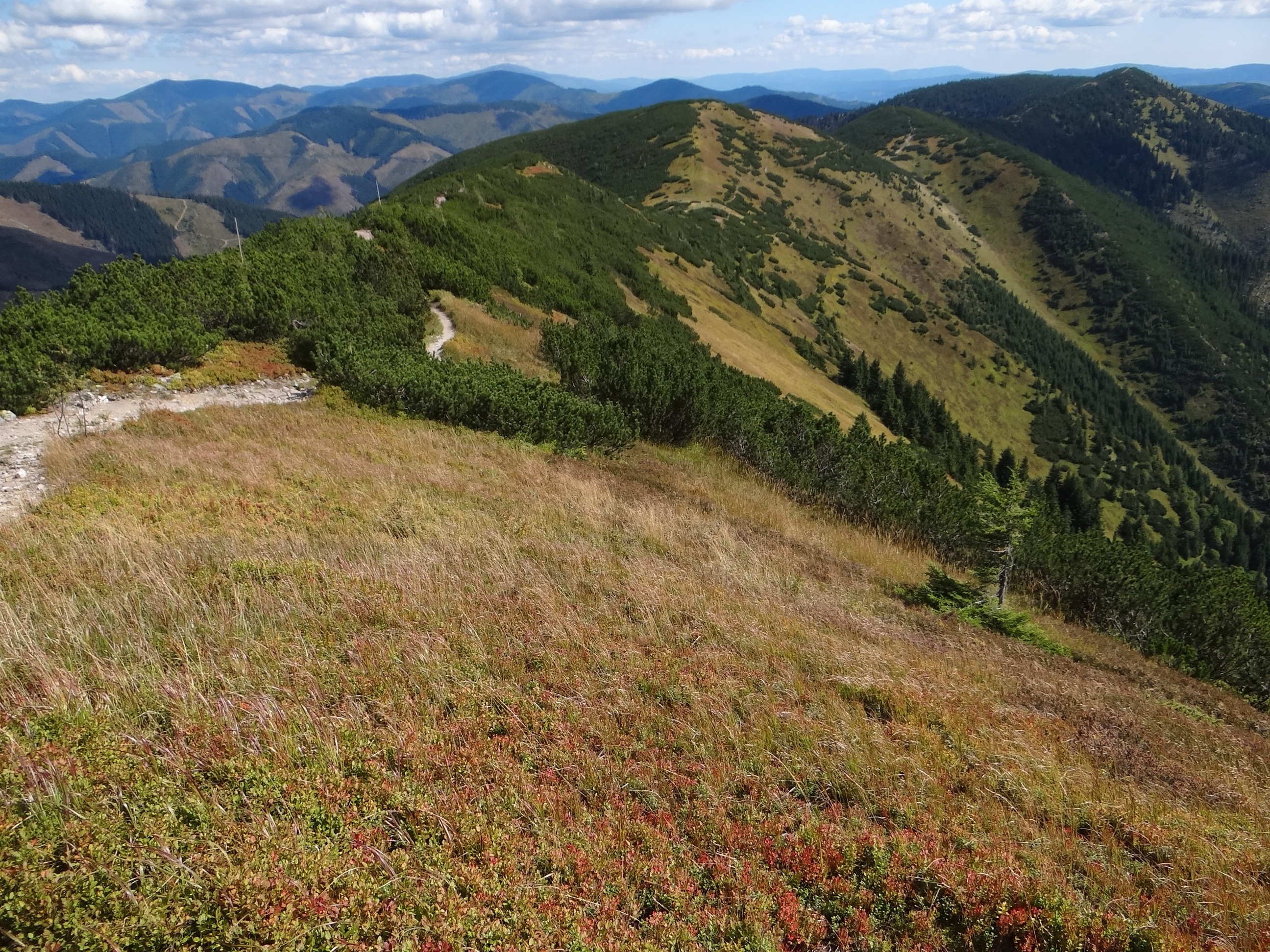
Grzbiet między Rovienkami i Králičką
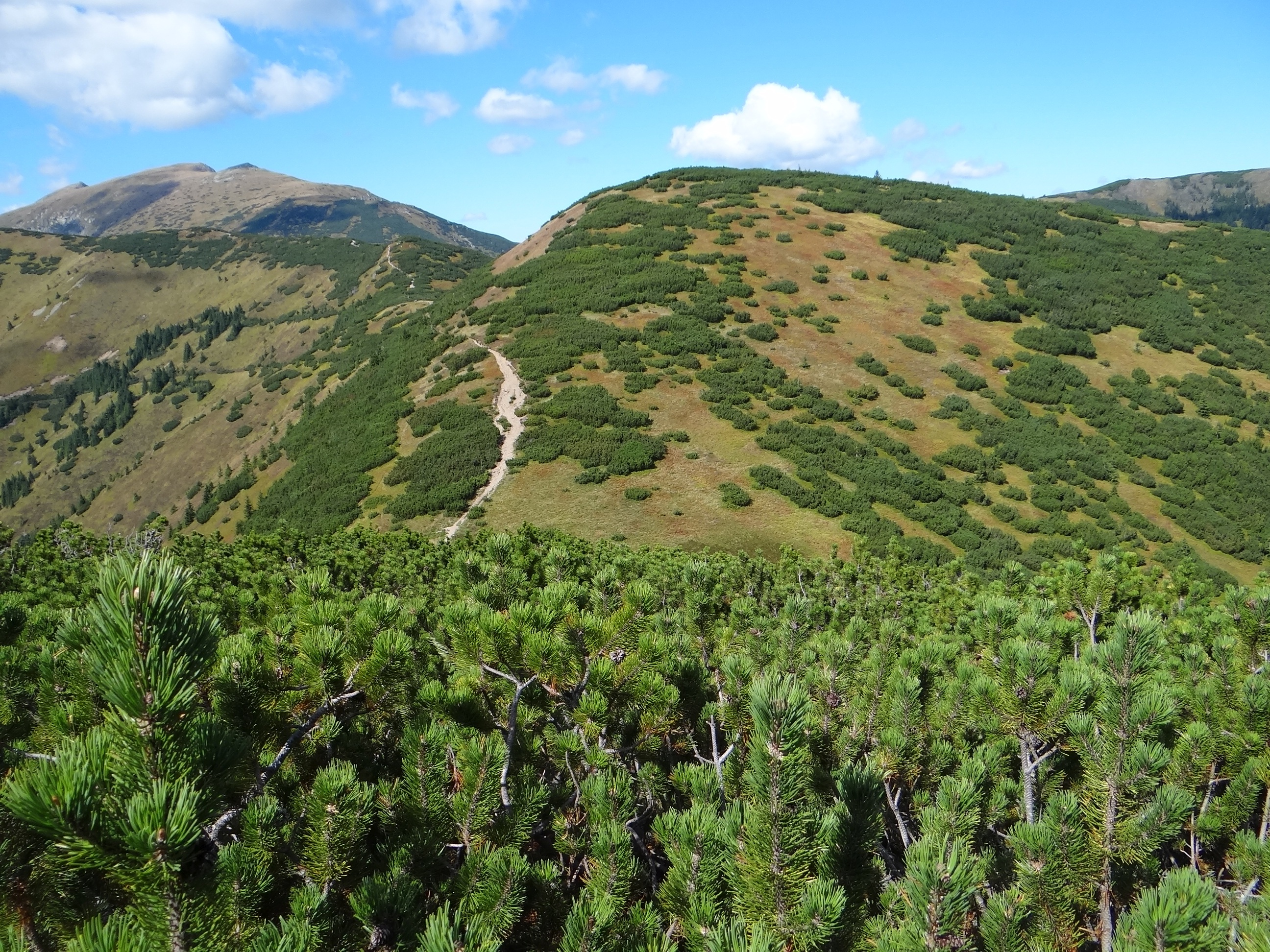
Kumštové sedlo w środkowej części grzbietu
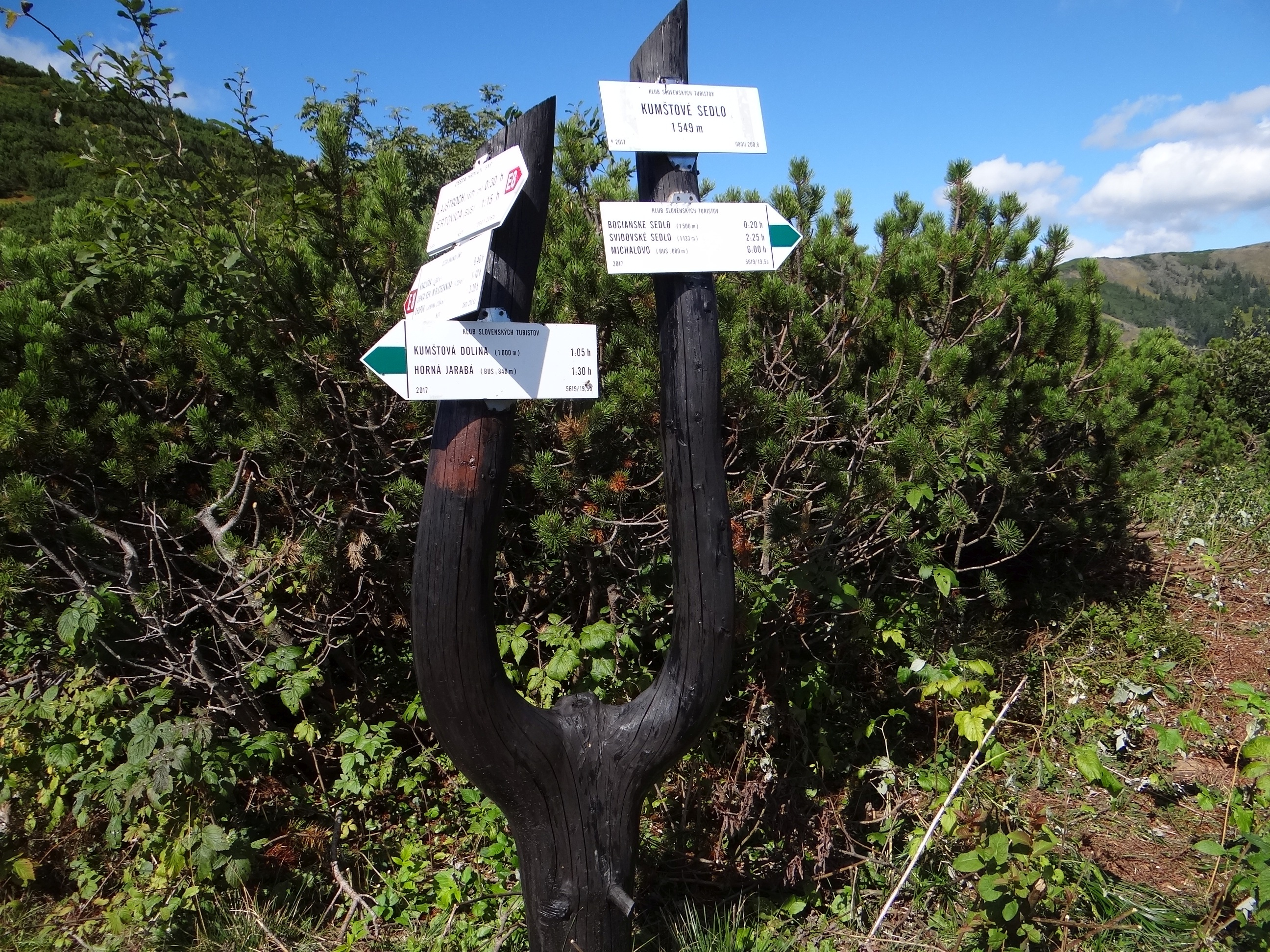
Tabliczki turystyczne na przełęczy
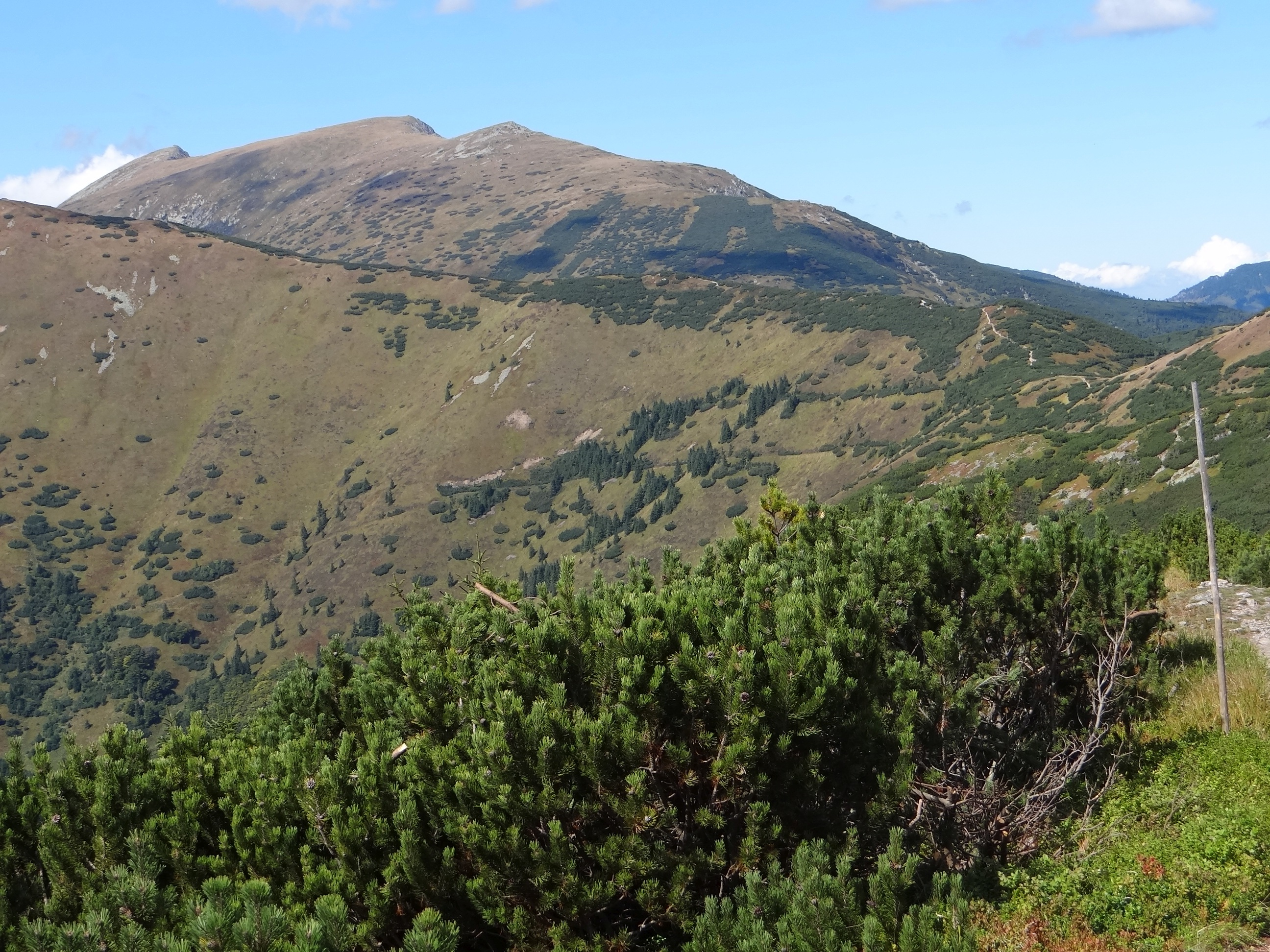
Okolice przełęczy

## Szlaki turystyczne
Čertovica – Lajštroch – Rovienky – Kumštové sedlo – Králička – Schronisko Štefánika. Odległość 8,3 km, suma podejść 742 m, suma zejść 250 m, czas przejścia 3 h (z powrotem 2,30 h)
  Kumštové sedlo – Kumštová dolina – Horná Jarabá. Odległość 5 km, suma zejść 577 m, czas przejścia 1,25 h (z powrotem 2,05 h)
  odcinek: Kumštové sedlo – Bocianske sedlo. Odległość 0,9 km, suma zejść 60 m, suma podejść 16 m, czas przejścia 15 min (z powrotem 20 min)